# Старенький Яків Никифорович
Старе́нький Я́ків Ники́форович (* 20 жовтня 1896, село Баговиця, Кам'янець-Подільський район, Хмельницька область — † 22 листопада 1921, містечко Базар, тепер Народицький район, Житомирська область) — український військовик, старшина 4-ї Київської дивізії Армії УНР, герой Другого Зимового походу.

## Біографія
Народився 20 жовтня 1896 року у селі Баговиця Кам'янецького повіту Подільської губернії в українській селянській родині.
Закінчив 6 класів 2-ї Одеської гімназії та 2-гу Одеську школу прапорщиків. Мав звання поручник. Не входив до жодної партії.
Служив в Армії УНР з 1919 року. Був інтернований у табір міста Александров Куявський у Польщі.
Під час Другого Зимового походу — старшина 4-ї Київської дивізії.
Потрапив у полон 17 листопада 1921 року. Розстріляний більшовиками 22 листопада 1921 року у містечку Базар (Овруцький повіт, Волинська губернія).
Реабілітований 25 березня 1998 року.

## Вшанування пам'яті
- Його ім'я вибите серед інших на Меморіалі Героїв Базару.